# Kostel Narození Panny Marie (Větrný Jeníkov)
Kostel Narození Panny Marie je farní kostel v římskokatolické farnosti Branišov - Větrný Jeníkov, nachází se v centru městyse Větrný Jeníkov na místním náměstí. Kostel je jednolodní obdélná stavba ve stylu lidového baroka s pravoúhlým presbytářem a hranolovou věží představěnou k západní stěně se vstupem. Na stranách presbytáře je umístěna sakristie a komora s oratoří. Kostel je chráněn jako kulturní památka České republiky.

## Historie
Kostel byl postaven mezi lety 1720 a 1735. Stavitelem měl být Jan z Minetti. V roce 1792 bylo přistoupeno k jeho první rekonstrukci, další rekonstrukce proběhla po požáru kolem roku 1850, kdy kostel byl opraven v letech 1851 a 1852. Před kostelem na náměstíčku stojí další kulturní památka, socha svatého Jana Nepomuckého z roku 1721, na témže náměstí stojí i pomník padlým v první světové válce z roku 1921. Na konci roku 2017 byla do prostoru před kostelem umístěna a vysvěcena plastika Smíření od Leopolda Habermanna.

## Galerie

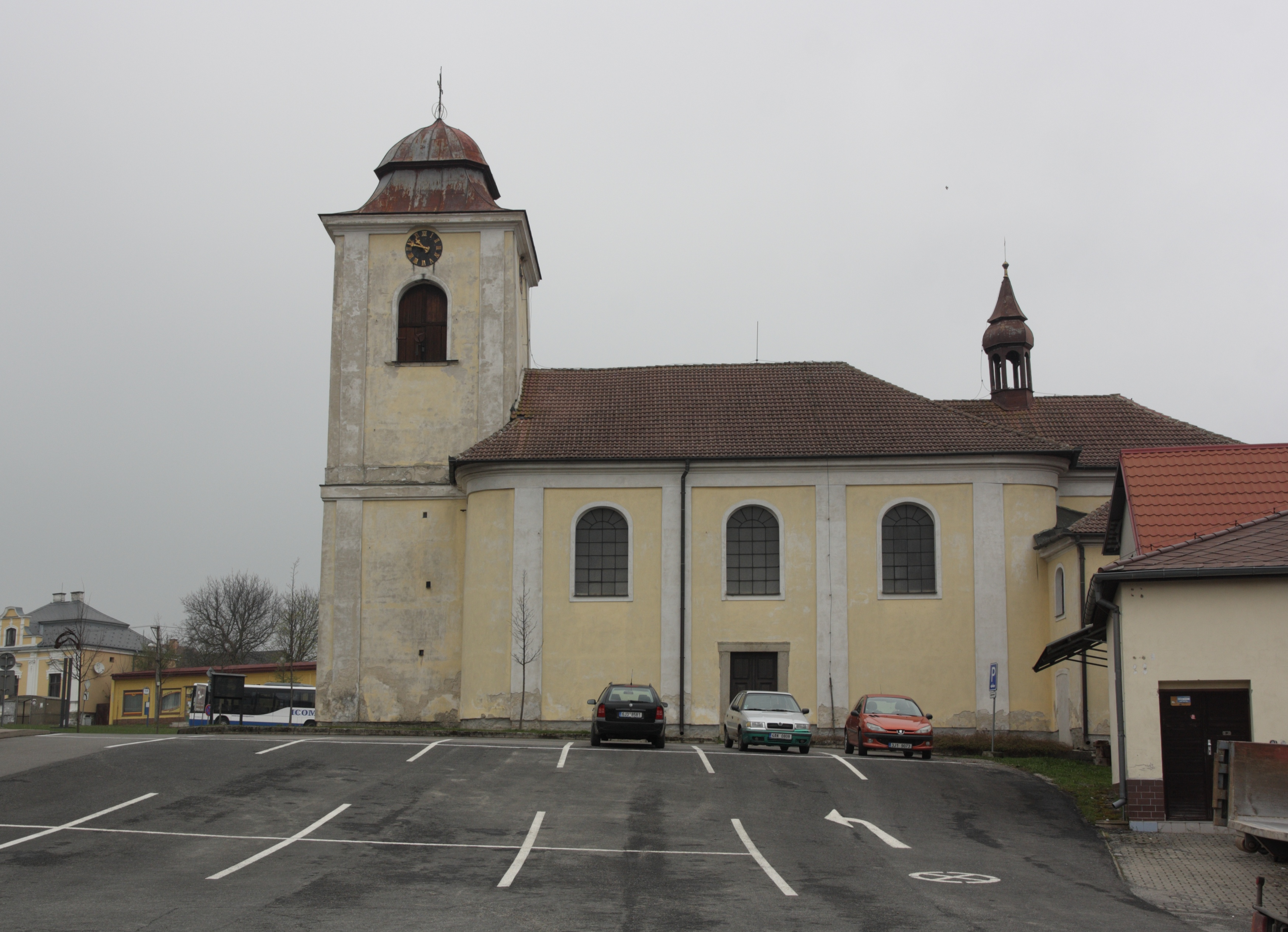
pohled od jihozápadu
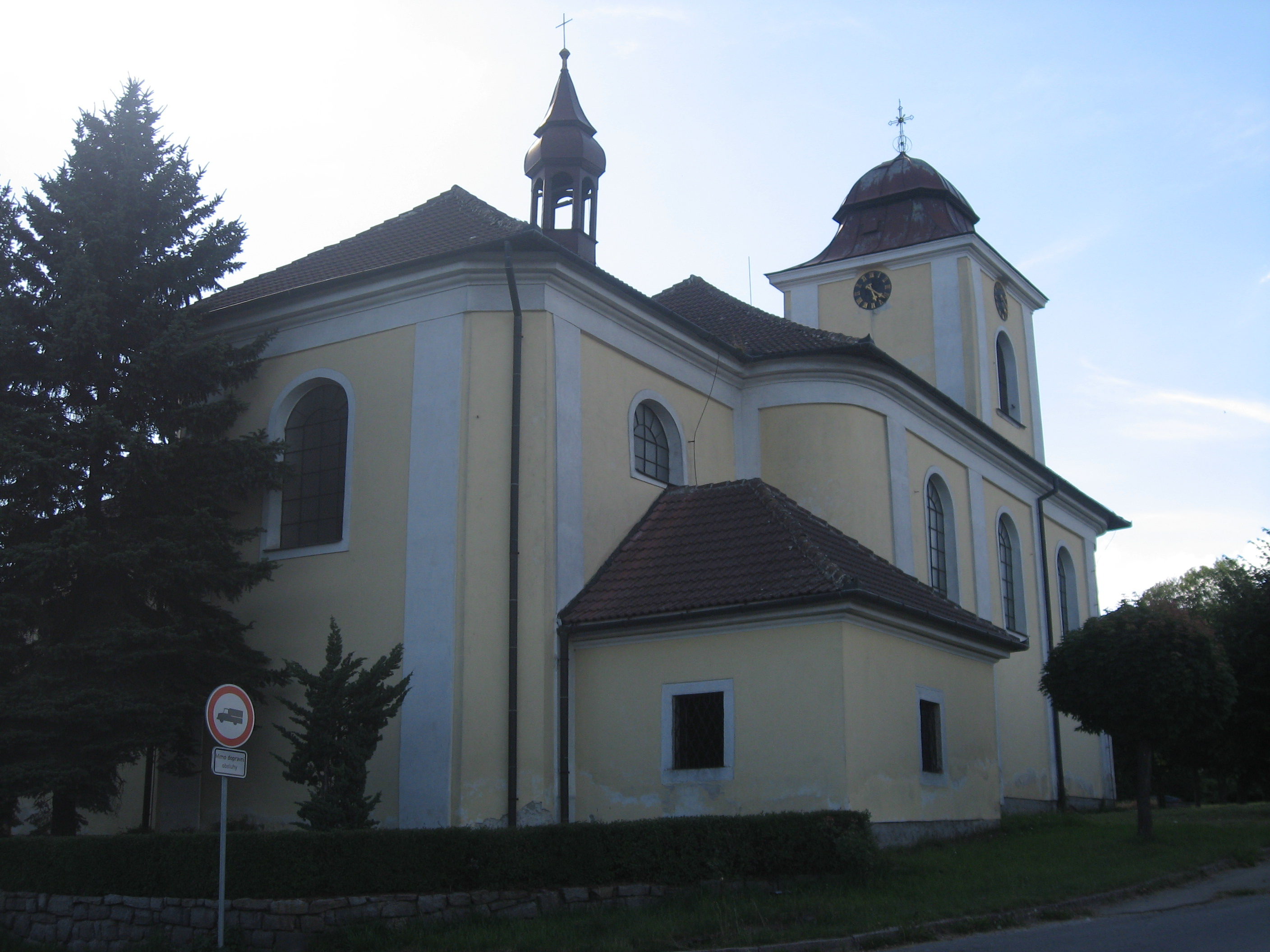
závěr kostela
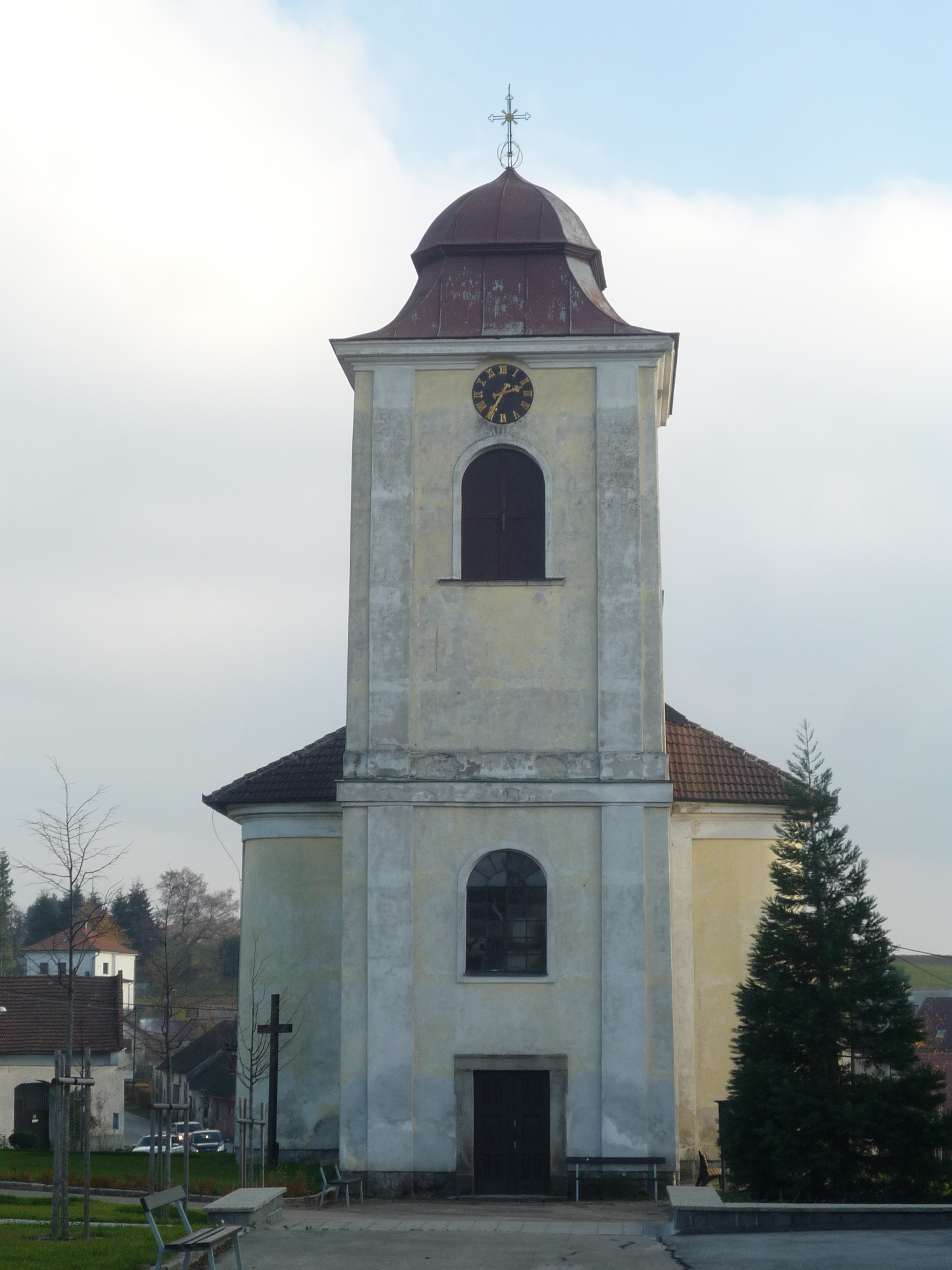
kostelní věž